# Crystallichthys mirabilis
Crystallichthys mirabilis és una espècie de peix pertanyent a la família dels lipàrids.

## Hàbitat
És un peix marí, de clima temperat i demersal que viu entre 53 i 830 m de fondària.

## Distribució geogràfica
Es troba al Pacífic nord: Kamtxatka (Rússia) i l'illa de Saint Paul (Alaska, els Estats Units).

## Observacions
És inofensiu per als humans.